# قرار مجلس الأمن التابع للأمم المتحدة رقم 800
قرار مجلس الأمن التابع للأمم المتحدة رقم 800، الذي اعتمد بدون تصويت في 8 يناير 1993، بعد دراسة طلب الجمهورية السلوفاكية للانضمام إلى عضوية الأمم المتحدة، أوصى المجلس الجمعية العامة للأمم المتحدة بقبول سلوفاكيا.

## وصلات خارجية
- نص القرار في undocs.org